# Franciszek Pacek (wojskowy)

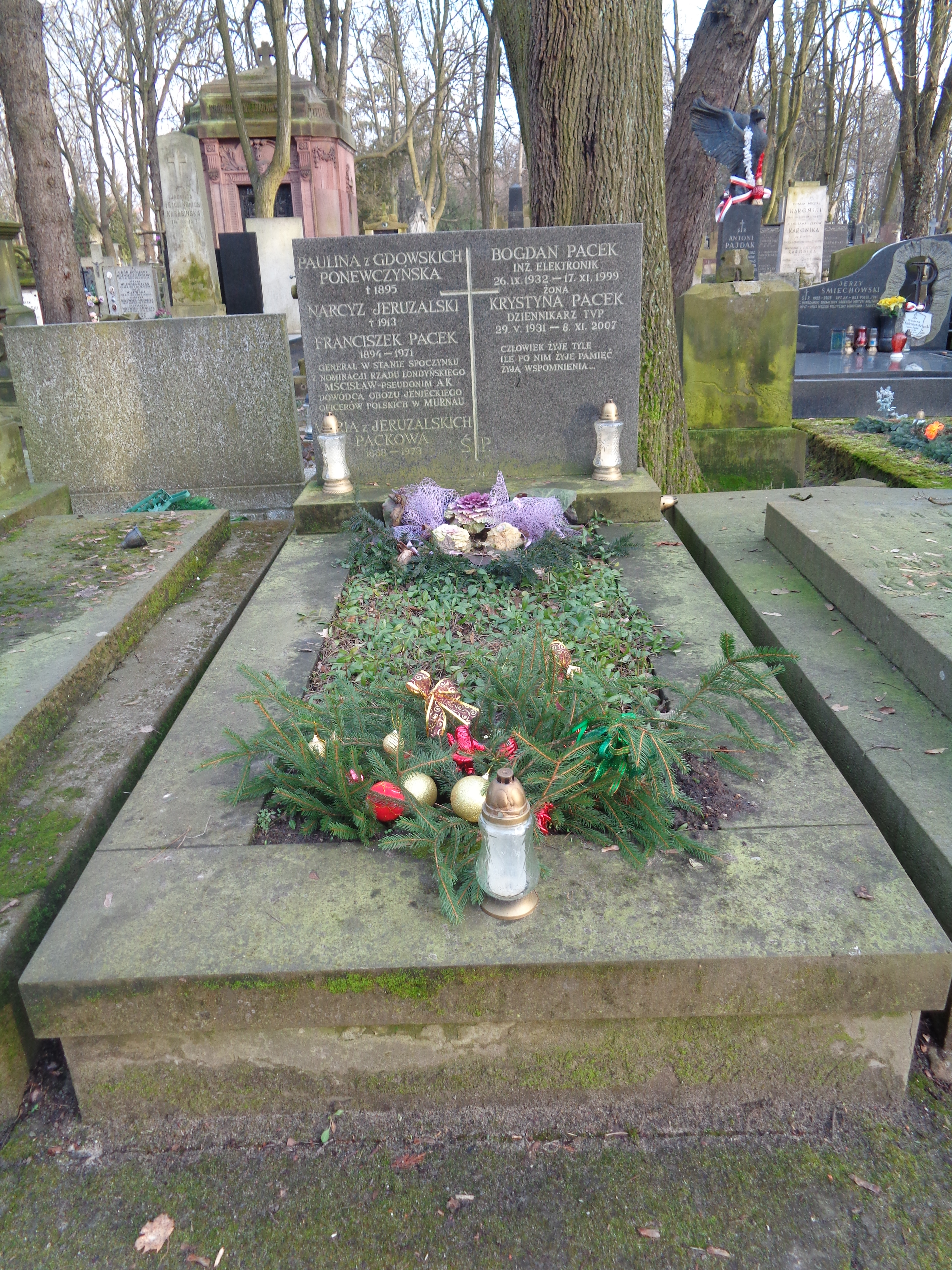
Grób Franciszka Packa na cmentarzu Powązkowskim

Franciszek Pacek ps. „Mszczuj”, „Mścisław”  (ur. 4 października 1894, zm. 20 listopada 1971) – podpułkownik artylerii Wojska Polskiego.

## Życiorys
1 czerwca 1921, w stopniu porucznika, pełnił służbę w 23 pułku artylerii polowej. 3 maja 1922 został zweryfikowany w stopniu porucznika ze starszeństwem od 1 czerwca 1919 i 70. lokatą w korpusie oficerów artylerii. W październiku 1927 został przeniesiony z Komendy Obozu Ćwiczeń Powórsk do dywizjonu pomiarów artylerii w Toruniu. Na stopień majora został awansowany ze starszeństwem z 19 marca 1937 i 1. lokatą w korpusie oficerów artylerii. W marcu 1939 pełnił służbę w 1 dywizjonie pomiarów artylerii w Toruniu na stanowisku dowódcy 2. baterii. W czasie kampanii wrześniowej walczył na stanowisku dowódcy baterii pomiarów artylerii nr 4, przydzielonej do Armii "Pomorze". W lipcu 1944 pełnił służbę w Wydziale Artylerii Komendy Głównej Armii Krajowej. Był dowódcą ostatniego batalionu zorganizowanego w ramach umowy kapitulacyjnej powstania warszawskiego dla ochrony ludności cywilnej . Następnie w obozie jenieckim, gdzie został przewodniczącym komisji weryfikacyjnej AK .
Zmarł 20 listopada 1971 . Został pochowany na cmentarzu Powązkowskim w Warszawie (kwatera 54-6-18). Na nagrobku umieszczono inskrypcję „GENERAŁ W STANIE SPOCZYNKU Z NOMINACJI RZĄDU LONDYŃSKIEGO, MŚCISŁAW - PSEUDONIM AK, DOWÓDCA OBOZU JENIECKIEGO OFICERÓW POLSKICH W MURNAU”.

## Ordery i odznaczenia
- Srebrny Krzyż Zasługi[7]